# Tricholomataceae
Tricholomataceae är en stor familj av svampar inom ordningen skivlingar. Familjen kan kännetecknas av dess köttiga fruktkroppar. Sporerna är ljusa, ofta vita, rosa eller krämfärgade.
Namnet härstammar från det grekiska trichos (τριχος), som betyder hår, och loma (λωμα), som betyder frans eller gräns, trots att alla individer inom denna familj inte har dessa egenskaper.
Sedan 2006 har de nyklassificerade familjerna Hydnangiaceae, Lyophyllaceae, Marasmiaceae, Mycenaceae, Omphalotaceae, Physalacriaceae och Pleurotaceae, som tidigare tillhörde en gemensam familj, segregerats från Tricholomataceae.[källa behövs]